# أيبك أباد (مشهد ميقان)
أیبك أباد (بالفارسية: ایبک‌آباد) هي قرية تقع في إيران في قسم مشهد میقان الريفي. يقدر عدد سكانها بـ 581 نسمة بحسب إحصاء 2016.